# Абе Сіндзо
А́бе Сіндзо́, або А́бе Шіндзо́ (яп. 安倍 晋三, あべしんぞう, МФА: [abe ɕin(d)zoː]; 21 вересня 1954, Район Сіндзюку, Токіо, Японія — 8 липня 2022, Касіхара, Префектура Нара, Японія) — японський політик, колишній прем'єр-міністр Японії, голова Ліберально-демократичної партії Японії (ЛДП) (2006—2007, 2012—2020). Наймолодший прем'єр в історії країни; перший, який народився після Другої світової війни. Представник роду Абе з Наґато. Народився у Токіо, Японія. Син міністра іноземних справ Абе Шінтаро (1924—1991). Онук депутата Абе Кана (1894—1946). Випускник юридичного факультету університету Сейкей (1977). Стажувався в США. Працював у Kobe Steel (1979—1982), згодом зайнявся політикою, став секретарем батька-міністра. Депутат Палати представників від ЛДП (з 1993). Головний секретар і речник Кабінету міністрів (2005—2006). Належав до консервативного крила ЛДП. Провів успішні реформи на підтримку великого японського бізнесу (так звана абеноміка), стримав економічне падіння 2000-х років. Намагався змінити Конституцію Японії, аби перетворити Сили Самооборони на повноцінні збройні сили. В зовнішній політиці орієнтувався на тісний військово-політичний союз із США, ізоляцію Північної Кореї, поверненні північних островів від Росії. У лівій, китайській і корейській пресі позиціонувався як націоналіст-ревізоніст, що прагнув перегляду світопорядку в Азії, сформованого після Другої світової війни. Підтримував тісні особисті зв'язки зі 45-м американським президентом Дональдом Трампом і російським президентом Володимиром Путіним.

## Біографія
Народився у сім'ї політика. Вивчав політологію у Японії та США.
До 1982 року Абе працював у приватному секторі, після чого вступив на урядову службу. Він увійшов до японського політикуму у 1993 році, вигравши вибори до Парламенту у префектурі Ямаґуті. Абе працював під керівництвом двох прем'єр-міністрів — Морі Йосіро і Коїдзумі Дзюнітіро. В уряді останнього він обіймав посаду держсекретаря кабінету міністрів. Абе здобув широку всенародну підтримку завдяки твердій позиції щодо Північної Кореї, що забезпечило йому перемогу на виборах голови Ліберально-демократичної партії Японії і відкрило шлях до формування власного уряду.
Прем'єр Абе продовжив економічний курс попередника Коїдзумі Дзюнітіро і спромігся покращити відносини з КНР і Південною Кореєю, які погіршились за останні 5 років, через візити японських урядовців до святилища Ясукуні. Уряд Абе провів через Парламент законопроєкт реформи освіти в Японії. Через неспроможність розв'язати соціальні питання з пенсійною реформою, його партія програла вибори до Палати радників Парламенту Японії 30 липня 2007 року, поступившись більшістю місць.
У вересні заявив про відмову посади прем'єра у зв'язку з ослабленим здоров'ям, передавши 25 вересня 2007 року кермо правління у ЛДП і країні Фукуді Ясуо.
У кінці 2012 року Ліберально-демократична партія Японії повернула владу, яка до того належала демократам, на дострокових парламентських виборах. Впевнена перемога на цих виборах дозволила ліберал-демократам сформувати свій уряд, на чолі якого став Абе Сіндзо, що напередодні знову очолив партію.
5 червня 2015 року Абе Шіндзо відвідав з офіційним візитом Київ. В історії японсько-українських відносин це був перший візит японського посадовця рангу прем'єр-міністра до України.
У серпні 2020 року Абе двічі лягав до лікарні. У вересні 2020 року Сіндзо пішов із посади через погіршення стану здоров'я. Він очолював японський уряд найдовше в новітній історії країни — майже вісім років.

## Вбивство
8 липня 2022 року на колишнього Прем'єр-міністра Японії Сіндзо Абе було скоєно збройний напад.
Як повідомило японське інформаційне агентство Kyodo, близько 11:30 за місцевим часом на політика вчинив напад невідомий, який щонайменше двічі вистрілив у нього з дробовика зі спини. Абе отримав серйозні поранення в ділянці грудей; на місці йому робили масаж серця. Пізніше в пожежній частині, яка надавала політикові допомогу, повідомили про можливу зупинку серця і легенів у експрем'єра. Близько 11:50 за київським часом повідомили, що політик помер у лікарні.
Стрільця затримали, його мотиви поки що залишаються невідомими. Опору він не чинив, повідомляють місцеві ЗМІ. Його особу встановили — це 41-річний Тецуя Ямаґамі, житель міста Нара, де виступав експрем'єр. Нападник є колишнім членом військово-морських сил самооборони.